# Ерік Перссон
Ерік Перссон (швед. Erik Persson, нар. 19 листопада 1909 — пом. 1 лютого 1989) — шведський футболіст, що грав на позиції нападника.

## Клубна кар'єра
У дорослому футболі дебютував 1930 року виступами за команду клубу АІК, кольори якої і захищав протягом усієї своєї кар'єри гравця, що тривала дванадцять років.
Помер 1 лютого 1989 року на 80-му році життя.

## Виступи за збірну
1930 року дебютував в офіційних матчах у складі національної збірної Швеції. Протягом кар'єри у національній команді, яка тривала 10 років, провів у формі головної команди країни 32 матчі, забивши 20 голів.
У складі збірної був учасником футбольного турніру на Олімпійських іграх 1936 року у Берліні, чемпіонату світу 1938 року у Франції.

## Титули і досягнення
- Найкращий бомбардир чемпіонату Швеції (1):

1939